# Ruta Nacional 103 (Argentina)

Mapa de la antigua Ruta Nacional 103.

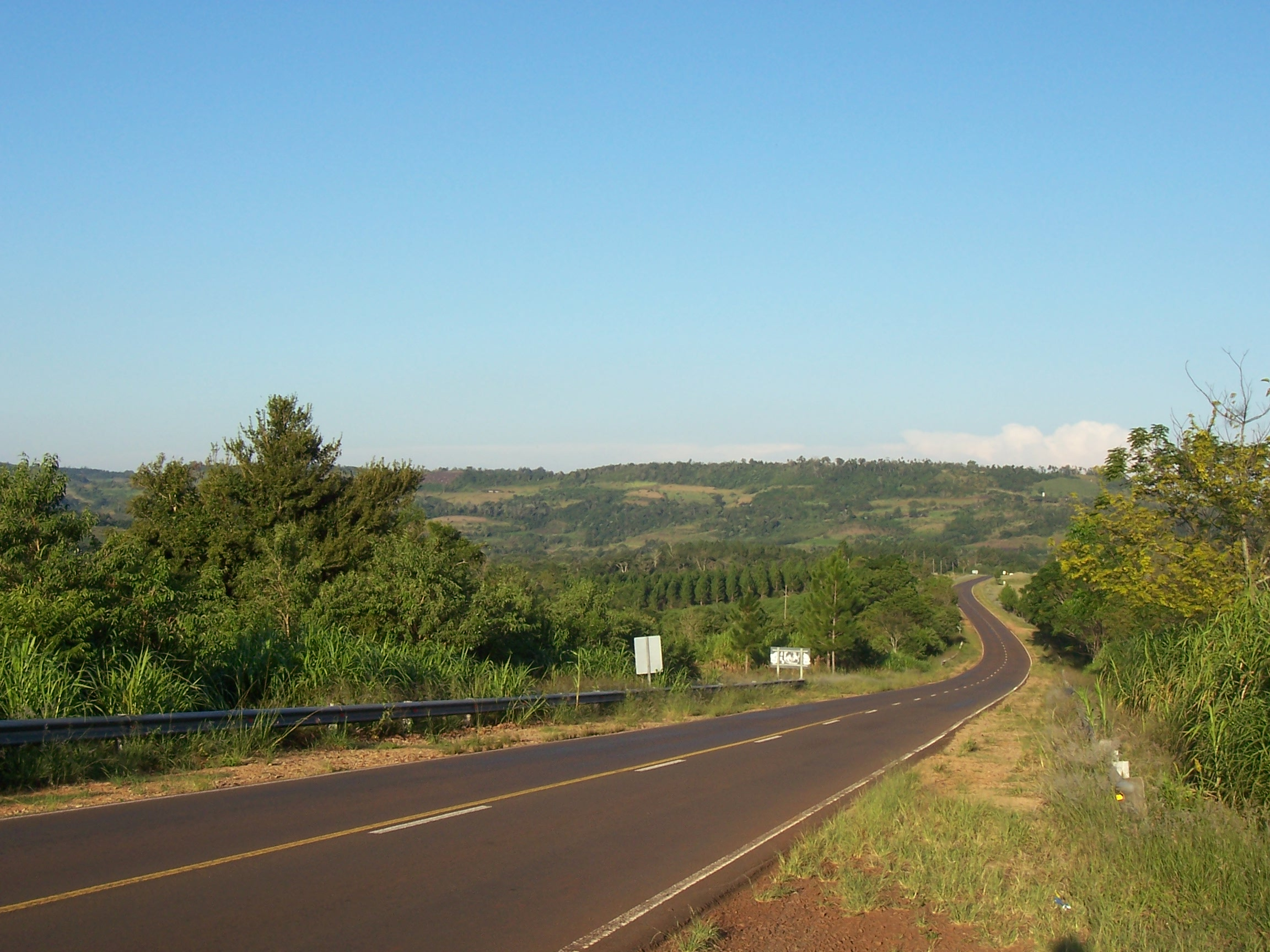
La actual Ruta Provincial 103.

La Ruta Nacional 103 era el nombre que tenía la carretera argentina de 112 km, que se encuentra en el oeste de la provincia de Misiones uniendo los pueblos de Santa Ana, a orillas del Río Paraná y Alba Posse, a orillas del Río Uruguay.
Antiguamente este camino correspondía a la Ruta Nacional 105. Mediante el Decreto Nacional 1595 del año 1979 la ruta pasó a la provincia de Misiones. La Ley Nacional 23.153 publicada en el Boletín Oficial el 9 de noviembre de 1984 vuelve esta ruta a jurisdicción nacional, esta vez como Ruta Nacional 103. Volvió a transferirse a la Vialidad de Provincia de Misiones en 1993 y actualmente conforma la Ruta Provincial 103. La obra de pavimentación entre Oberá y Alba Posse se efectuó poco después del traspaso.

## Ciudades
Las ciudades y pueblos por los que pasa esta ruta de oeste a este son:

### Provincia de Misiones
Recorrido: 112 km (kilómetro 0 a 112).
- Departamento Candelaria: Santa Ana (kilómetro 0).
- Departamento Oberá: San Martín (km 29), Oberá (km 52), Campo Ramón (km 62) y Villa Bonita (km 70).
- Departamento 25 de Mayo: Santa Rita (km 104) y Alba Posse (km 112).